# پستچی (فیلم ۱۳۵۱)
پستچی، فیلم سینمایی ایرانی محصول سال ۱۳۵۱ به کارگردانی داریوش مهرجویی و با بازی درخشان علی نصیریان است. پستچی چهارمین فیلم داریوش مهرجویی است که در زمان خود موفق‌ترین ساختهٔ این کارگردان در محافل جهانی بود. فیلم پستچی در سال ۱۹۷۲ جایزه اینتر فیلم را در بخش سینمای جدید فستیوال برلین از آن خود کرد. همچنین نامزد دریافت جایزه هوگو طلایی از فستیوال فیلم شیکاگو شد. همچنین در سال ۱۹۷۲ در شب کارگردانان فستیوال کن به نمایش درآمد. این فیلم اقتباسی از نمایشنامه ویتسک نوشته گئورک بوشنر است.

## خلاصهٔ داستان
تقی پستچی در خانهٔ اربابیش با همسر زیبای خود زندگی می‌کند. او به سبب ناتوانی جنسی شخصیت عصبی و نامتعادلی دارد. دکتر معالجش دامپزشکی است که او را با داروهای گیاهی درمان می‌کند. مهندس، برادرزادهٔ ارباب از فرنگ بازمی‌گردد. او قصد سامان دادن به املاک عموی خود و تبدیل دامداری به خوکدانی را دارد. مهندس با همسر تقی رابطهٔ نامشروعی برقرار می‌کند. حال روحی تقی بدتر می‌شود و زمانی که از رابطهٔ مهندس و همسرش آگاه می‌شود، با کارد همسرش را می‌کشد.

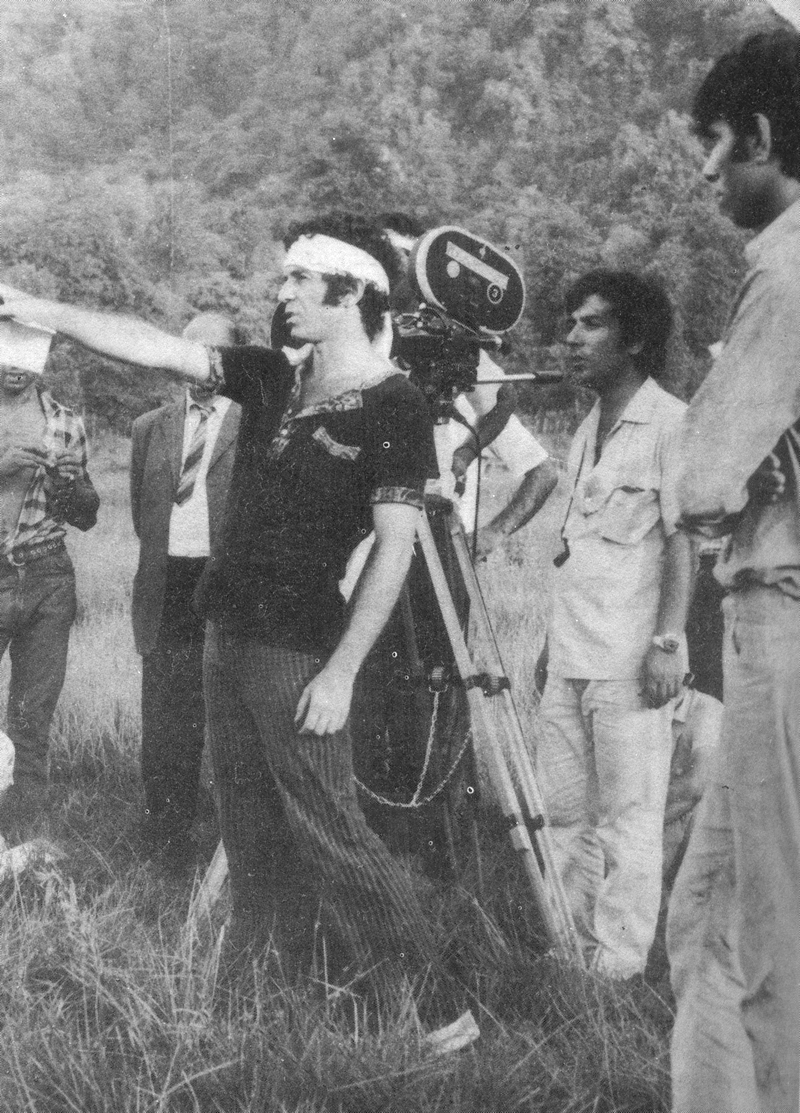
داریوش مهرجویی و هوشنگ بهارلو در پشت صحنهٔ فیلم پستچی

## بازیگران
| بازیگر           | نقش               |
| ---------------- | ----------------- |
| علی نصیریان      | تقی پستچی         |
| عزت‌الله انتظامی  | نیت‌الله خان       |
| ژاله سام         | منیر              |
| احمدرضا احمدی    | مهندس علی اکبرخان |
| بهمن فرسی        | دامپزشک           |
| عزت‌الله رمضانی‌فر | رمضان             |
| امرالله صابری    | مأمور             |
| عصمت صفوی        | ننه خانم          |
| ناصر نجفی        |                   |
| محمد کرباسی      |                   |
| داوود آریا       |                   |
| ایرج راد         |                   |
| صنعان کیانی      |                   |
| آوریل فیش        | نامزد علی اکبرخان |
| کریم مراعی       |                   |
| همایون دانایی    |                   |